# Strgari
Strgari is een plaats in de gemeente Bosiljevo in de Kroatische provincie Karlovac. De plaats telt 26 inwoners (2001).